# Leitza
Leitza település Spanyolországban, Navarra autonóm közösségben. Leitza Goizueta, Larraun, Ezkurra, Basaburua, Areso és Berastegi községekkel határos. Lakosainak száma 3011 fő (2024).

## Népesség
A település népessége az elmúlt években az alábbi módon változott:
| Lakosok száma | 2935 | 2901 | 2889 | 2920 | 2916 | 2906 | 2856 | 2913 | 3029 | 3011 |
|               | 2001 | 2004 | 2007 | 2009 | 2012 | 2014 | 2017 | 2019 | 2022 | 2024 |